# Bothriochloa pseudoischaemum
Bothriochloa pseudoischaemum är en gräsart som först beskrevs av Christian Gottfried Daniel Nees von Esenbeck och Ernst Gottlieb von Steudel, och fick sitt nu gällande namn av Johannes Jan Theodoor Henrard. Bothriochloa pseudoischaemum ingår i släktet Bothriochloa och familjen gräs. Inga underarter finns listade i Catalogue of Life.